# Ердељ (Генералски Стол)
Ердељ је насељено место у Карловачкој жупанији у Хрватској. Административно припада општини Генералски Стол.

## Становништво
На попису становништва 2011. године, Ердељ је имао 369 становника.
Према попису становништва из 2001. године, насеље је имало 476 становника у 165 породичних домаћинстава.
Кретање броја становника по пописима 1857—2001.
| година пописа  | 1857. | 1869. | 1880. | 1890. | 1900. | 1910. | 1921. | 1931. | 1948. | 1953. | 1961. | 1971. | 1981. | 1991. | 2001. |
| бр. становника | 686   | 1262. | 1252. | 697   | 670   | 684   | 612   | 751   | 773   | 780   | 835   | 810   | 696   | 556   | 476   |

- Напомена

У 1869. и 1880. садржи податке за насеље Дуга Гора, а податке за бивше насеље Села Добранска у 1857. те од 1890. до 1948.

## Попис1991.
На попису становништва 1991. године, насељено место Ердељ је имало 556 становника, следећег националног састава:
| Попис 1991.‍ | Попис 1991.‍ | Попис 1991.‍ | Попис 1991.‍ | Попис 1991.‍ |
| ----------- | ----------- | ----------- | ----------- | ----------- |
|             |             |             |             |             |
| Хрвати      | Хрвати      |             | 548         | 98,56%      |
| Срби        | Срби        |             | 2           | 0,35%       |
| остали      | остали      |             | 2           | 0,35%       |
| непознато   | непознато   |             | 4           | 0,71%       |
| укупно: 556 |             |             |             |             |